# MacPaint
MacPaint foi um programa de desenho gráfico baseado em píxeis desenvolvido pela Apple e lançado com o computador pessoal Macintosh a 22 de janeiro de 1984. Foi vendido separadamente por 195 Dólares com o processador de texto MacWrite. O MacPaint era notável por gerar gráficos que podiam ser utilizados por outros programas. Utilizando o rato, a área de transferência e a linguagem QuickDraw, as imagens podiam ser obtidas copiadas do MacPaint e coladas nos documentos MacWrite.

O código-fonte do MacPaint 1.3 (escrito numa combinação de Assembly e Pascal) está disponível através do Museu de História do Computador, assim como o código fonte do programa QuickDraw (uma biblioteca para desenhar bitmaps).